# 福島晴雄
福島 晴雄（ふくしま はるお、1949年（昭和24年）11月3日 - ）は、栃木県芳賀郡益子町の益子焼の陶芸家であり、益子町の陶器専門販売店「益子焼ふくしま」の店主である。
窯元の名称は「ふくしま窯」。
益子焼の窯元の生まれではなかったが陶芸の道に進み、伝統的な益子焼を修業しながら、益子の外からやってきた陶芸家たちの影響も受けた、益子の中でも稀有な陶芸家である。

## 経歴

### 生い立ち
1949年（昭和24年）11月3日、栃木県芳賀郡益子町に生まれる。
家は益子焼の日常的に使われる雑器を「窯買い」して、全国に売りさばくことを生業としていた。当時の益子の大通りは益子焼の陶工たちが住む長屋や窯元が並んでおり、晴雄はそんな環境で生まれ育った。
幼い頃の晴雄は、登り窯の周りや、薪が積んであるところで遊び、轆轤職人が壺や瓶を作っているのを1時間も2時間も飽きずに眺めていた。晴雄たち益子の子どもにとっての益子焼の窯場は遊び場であった。
晴雄は窯元の跡継ぎではなかったが、自ずと作陶の道に進んだ。

### 見目陶苑での修業
1967年（昭和42年）、栃木県立真岡工業高等学校機械科を卒業した後、益子焼の大窯元の一つであった「見目陶苑」に入り、2代目当主であった見目喜一郎の元で3年間修業した
当時の見目陶苑は直径4.5m、焼成部屋が10部屋もある益子最大の登り窯を誇っていた。そして大物：大きい壺や甕を轆轤で挽く大物師、小物：土瓶や行平鍋を挽く小物師、窯焚き職人など、益子焼の日常的な雑器を作陶していた最後の世代の職人たちが活躍していた時代だったため、数多くの職人たちがいた。窯焚き職人は炎の色だけで窯内の温度を判断していた。
そんな環境の元で雑用から始まった4年間の厳しい修業の後、1971年（昭和46年）に、陶器専門販売店「益子焼ふくしま」を開いた親の援助を受けながらも北益子に築窯し独立した。
独立したとはいえ半分素人だったので、よく失敗した。例えば大物を轆轤で挽いたが窯に入らず、窯の入り口を壊して無理やり入れた事もあった。雑用の大切さがよくわかった。土の練り方や釉薬の調合の仕方、窯詰めのやり方まで、窯元の雑用は焼き物の基礎であった。

### 陶芸家志望の若者たちとの交流
ちょうどその頃、髭面で髪は伸ばし放題で服装は全く構わないでいた、一見して陶芸家とわかる一群が益子に集っていた。高内秀剛や吉川水城、瀬戸浩、坂田甚内など、後に益子を代表する陶芸家たちであった。
当時は昼飯を食うのにも困る日があるような状態であった30歳前後だった彼らは、共に連み遊び回り、毎晩のようにお酒を飲み、道路に一晩寝る事もあり、そして陶芸論を戦わせて取っ組み合いの喧嘩になるほど、若くて血気盛んな、めちゃくちゃではあったが自由な雰囲気に満ちた面々であった。
そしてその中で一番若かったのが、この中では珍しい地元益子出身の晴雄だった。
こうして晴雄は、益子の外からやってきて定住し始めた陶芸家志望の若者たちと、このような凄まじい交流をしながら、彼らの持つ陶芸論の洗礼を受けていった。
晴雄は益子焼の伝統的な作陶の仕事は大きい窯元であった見目陶苑で身体で覚えたが、焼き物、即ち陶芸とはなんであるかは若い彼らから学んでいき、伝統的な益子焼を学びながら、それ以外のそれ以上の「陶芸の美」に触れていく事になった。

### 品質の高い手頃な値段の器を数多く
見目陶苑では益子焼の伝統的な釉薬である、柿釉、黒釉、糠白釉を教わった。しかし独立したての頃の晴雄は、当時流行していた灰釉に惹かれた。その後、濱田庄司が用いていた益子の伝統的な糠白釉に強く共感し、糠白を再現しようと材料となる籾殻を調達するために昔ながらの農法で米作りをしている農家を探したり
、象嵌、赤絵、鉄絵、指書、金彩まで、様々な装飾技法も試した。
それでも晴雄の中で一貫していたのは、益子焼の職人たちから仕事を教わったためだろうか
、品質を落とさずに、手頃な値段の器を数多く作ること。手頃な値段なら毎日使って壊れたとしてもまた気軽に買える。値段が半分なら人の倍作ればいい。そして安ければ使ってくれるお客も増える。これが益子焼の陶工たちからの学びや、益子町の陶芸家たちとの触れ合いを経て、晴雄なりに達した結論だった。
そして現在も縁起物の蕪や椿の赤絵の陶画を施す作陶活動を続けながら、父母が残してくれた陶器専門販売店「益子焼ふくしま」を営業している。

## 家族
- 妻・福島祐子（ふくしま ゆうこ）

：現在は赤絵陶画を描いている。
- 息子・福島晋平（ふくしま しんぺい）[26]

：1983年（昭和58年）、益子町に生まれる。2006年（平成18年）、金沢美術工芸大学彫刻専攻卒業。2010年（平成22年）、「栃木県産業技術支援センター 窯業技術支援センター」修了後、父・晴雄に師事する。「しのぎ」の技法の器と、燕、鶴、小魚、鹿、チャボ、タコ、鯨、その他、様々なモチーフを用いてオリジナリティ溢れる陶画を施した器を作陶している。
- 息子の妻・岡本沙都美（おかもと さとみ）

：1986年（昭和61年）、静岡県菊川市に生まれる。2006年（平成18年）、ロンドン芸術大学キャンバーウェル・カレッジ・オブ・アーツに留学し、翌年2007年（平成19年）に修了する。2010年（平成22年）、「栃木県産業技術支援センター 窯業技術支援センター」研究生を修了する。後、福島晋平と結婚し「ふくしま窯」の一員となり、陶製ボタンを中心に、益子の陶土を用いたピアスやアクセサリーやヘアゴムなどの陶製服飾品や、羊の箸置きや名古屋コーチンの小皿なども作陶する「岡本ボタン」を運営している。